# Регентский совет в Болгарии (1943—1944)

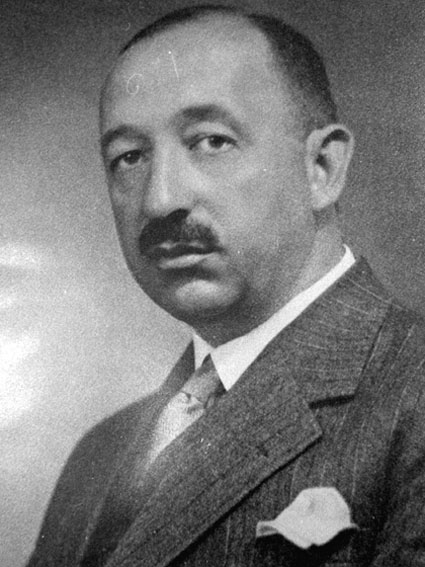
Богдан Филов

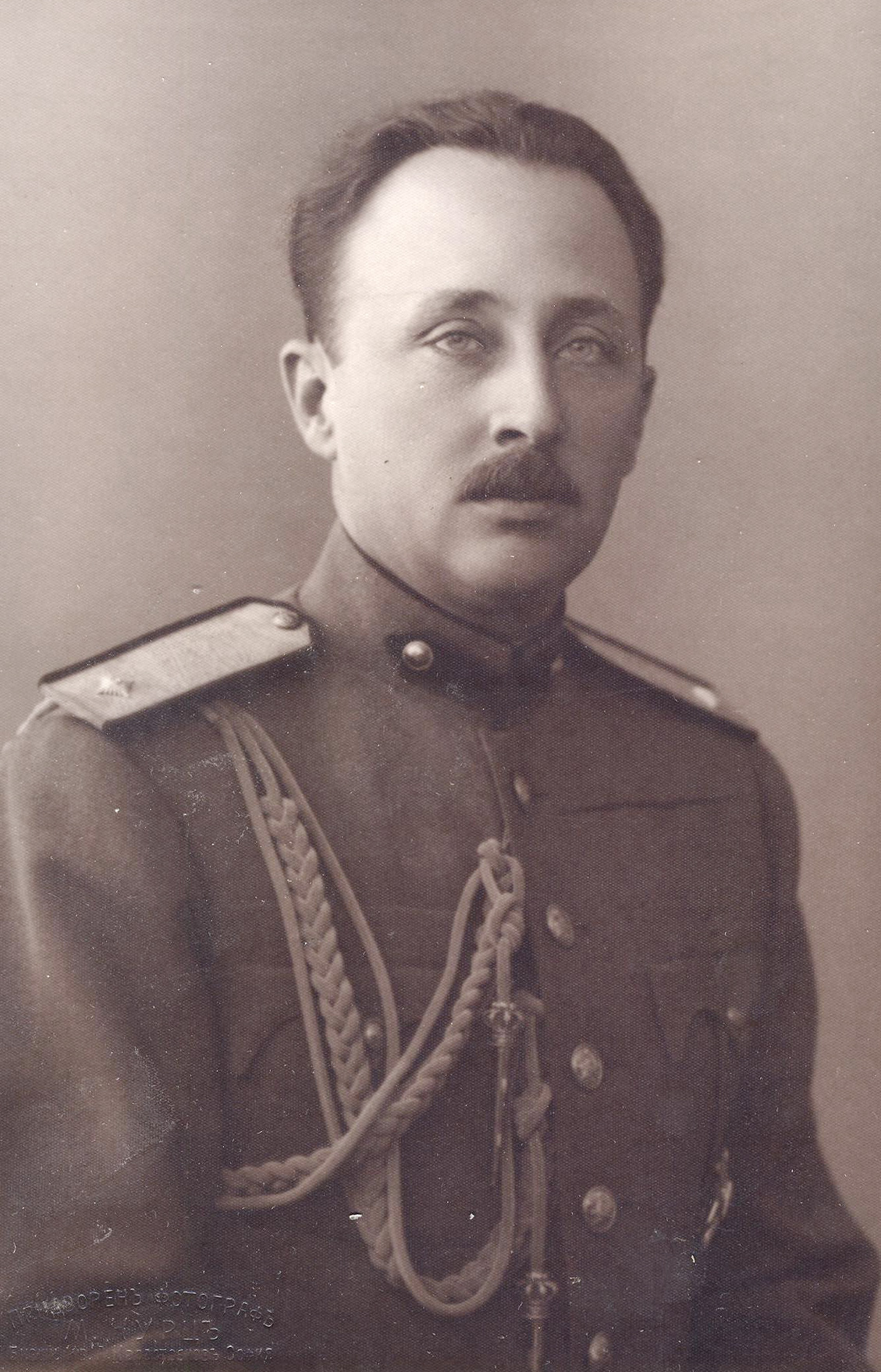
Кирилл, князь Преславский

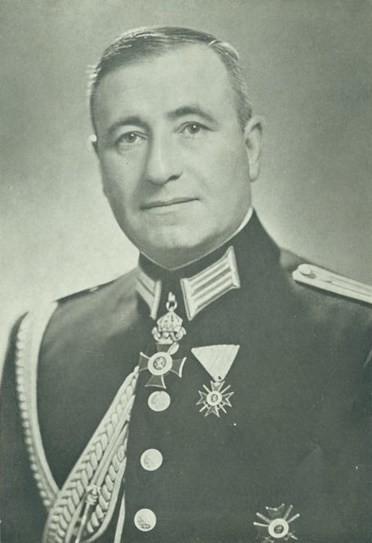
Никола Михов

Регентский совет Царства Болгария (болг. Регентският съвет на Царство България) — регентский совет при малолетнем болгарском царе Симеоне II, существовавший с 8 сентября 1943 года по 9 сентября 1944 года. Считается, что совет был образован с нарушением положений Тырновской конституции.

## История существования
28 августа 1943 года скончался болгарский царь Борис III, и на трон взошёл его малолетний наследник Симеон II. В связи с этим возникла необходимость созвать Регентский совет, который управлял бы от имени царя. В последующие после смерти Бориса III дни председатель кабинета министров Богдан Филов провёл серию консультаций с разными политиками, в том числе и с оппозиционными. Некоторые из них предполагали, что в подобной ситуации имелась возможность изменить внешнеполитический курс страны. В гипотетический Регентский совет предлагалось включить таких людей, как царица Иоанна, Никола Мушанов и митрополит Стефан. 1 сентября десять болгарских оппозиционных политиков — Никола Мушанов, Кимон Георгиев, Атанас Буров, Крыстё Пастухов, Александр Гиргинов, Димитр Гичев, Петко Стайнов, Вергил Димов, Константин Муравиев и Никола Петков — издали общую декларацию, призывавшую последовать положениям Тырновской конституции и созвать Великое народное собрание для выбора регента.
Однако правительство отказалось выполнять эти требования, и 9 сентября на 25-м обыкновенном Народном собрании Болгарии был избран Регентский совет из трёх человек — профессора Богдана Филова, князя Кирилла и генерал-лейтенанта Николы Михова. Избрание людей в совет проводилось при прямом вмешательстве со стороны нацистской Германии, что было продиктовано политическими соображениями и необходимости объединить правительственные силы во время войны. В самой Германии были удовлетворены тем, что «регентский совет и правительство Болгарии имеют решимость и способны в будущем придерживаться политического курса, избранного царём Борисом III». Четвёртым членом совета некоторое время был митрополит Ловчанский Филарет однако 16 октября 1943 года отказался от дальнейшего участия в совете.
Регентский совет принёс клятву 11 сентября 1943 года перед 25-м обыкновенным Народным собранием. Положениям Тырновской конституции противоречили не только сам факт избрания Регентского совета обыкновенным Народным собранием, но и включение в его состав представителя правившей династии — князя Кирилла (последнее не разрешалось Конституцией). Согласно статье 27 Тырновской конституции, Регентский совет состоял из трёх человек, которые избирались именно Великим народным собранием. Согласно статье 29, ими могли быть избраны министры, премьер-министр и члены Верховного суда, а также лица, которые исполняли безупречно свои обязанности на этих постах. Изначально Регентский совет заседал в Софии, но 10 января 1944 года в связи с последствиями разрушительной бомбардировки города был эвакуирован в Чамкорию.
Регентский совет придерживался прогерманских политических настроений, поддерживая близкие отношения Болгарии с Германией и странами «оси» до образования правительства Константина Муравиева 2 сентября 1944 года. Он продолжал проводить репрессии против оппозиции в лице Отечественного фронта, а также бороться с коммунистическим партизанским движением. В то же время совет не решался расширять участие Болгарии в войне, а при участии князя Кирилла всячески пытался не допустить выдачи болгарских евреев Германии.
5 сентября 1944 года СССР объявил войну Болгарии. В тот же день канцелярия Регентского совета под давлением министра Константина Муравиева прекратила свою работу, а входивший в совет Богдан Филов 8 сентября подал в отставку. 9 сентября новому правительству Кимона Георгиева о своей отставке сообщили и князь Кирилл, и генерал-лейтенант Никола Михов. Все трое были вскоре арестованы, а в ночь с 1 на 2 февраля 1945 года расстреляны по приговору Народного суда.
С 1944 по 1946 годы в Болгарии действовал новый Регентский совет, образованный при участии Отечественного фронта.